# Comuna Crnac, Virovitica-Podravina
Crnac este o comună în cantonul Virovitica-Podravina, Croația, având o populație de 1.456 de locuitori (2011).

## Demografie
Componența etnică a comunei Crnac
     Croați (91,69%)
     Sârbi (7,28%)
     Necunoscut (0,07%)
     Neclasificat (0,76%)
Componența confesională a comunei Crnac
     Catolici (90,87%)
     Ortodocși (7,62%)
     Necunoscută (0,48%)
     Alte religii (1,03%)
Conform recensământului din 2011, comuna Crnac avea 1.456 de locuitori. Din punct de vedere etnic, majoritatea locuitorilor (91,69%) erau croați, cu o minoritate de sârbi (7,28%). Apartenența etnică nu este cunoscută în cazul a 0,07% din locuitori. Din punct de vedere confesional, majoritatea locuitorilor (90,87%) erau catolici, cu o minoritate de ortodocși (7,62%). Pentru 0,48% din locuitori nu este cunoscută apartenența confesională.